# Јоахим Пајпер
Јоахим Пајпер (Берлин, 30. јануар 1915 — Трав, 13. јул 1976) је био SS-Standartenführer (еквивалент пуковник) и остаће упамћен као човек који је током Арденске офанзиве наредио стрељање америчких војних заробљеника у близини Малмедија.

## Рани период
Јоахим Пајпер је рођен 31. јануара 1915. године у Берлину, у породици пруског капетана, ветерана афричких борби из времена Првог светског рата. Пајпер је имао два брата - Ханс-Хасо и Хорст. Још као ученик он се уписао у СС (број 132.496). Гимназију у Берлину завршава са одличним успехом 1934. године и од тада се посвећује војној каријери. Након завршене обуке 1934. године у Јитербогу и Брауншвајгу укључен је у „Телесну гарду Адолфа Хитлера“. 4. јула 1938. године постављен је на административну дужност као ађутант Хајнрих Химлера под командом Карла Волфа.. Ту је упознао будућу супругу — Зигфрид, која је радила као секретарица у канцеларији Химлера. Склопили су брак 26. септембра 1939. године и касније изродили троје деце — Хајнрих, Елке и Зелке.

## Други светски рат
Прва битка у којој је учествовао Пајпер (командовао 11. четом) са „Телесном гардом Адолфа Хитлера“ је 1940. године у време инвазије на Запад. Учествовао је у борби за преузимање Вартенбергских висова. Та битка је интересантна по томе што је контрадикторна извесном Хитлеровом наређењу о прекиду војних дејстава против савезничких војника у окружењеу код Денкерка. Британска артиљерија која је била распоређена по околним бреговима, изненада је отворила ватру на немачке положаје што је направило извесну пометњу у редовима „Телесне гарде Адолфа Хитлера“. Мада је на снази важило наређење о обустави војних дејстава, Сеп Дитрих је послао део своје јединице у напад на позиције британске артиљерије и освојио их. За успешно дејство тога дана Пајпер је одликован Гвозденим крстом I реда.
Пајпер је узео учешће и у операцији на Балкану као и на Источном фронту. Од 30. јануара 1943. до 1. децембра 1943. године командовао је 3. оклопним батаљоном 2. СС оклопног пука. За време командовања 3. оклопним батаљоном, Пајпер је успео да спаси целу 320. пешадијску дивизију која се нашла опкољена од стране Црвене армије. За показану смелост код Харкова, одликован је 17. марта 1943. године Витешким крстом.
Током децембра 1943. године преузео је команду над 1. СС оклопним пуком 1. СС оклопне дивизије „телесна гарда Адолфа Хитлера“. Командири и војници његове јединице извршили су ратни злочин у јесен 1943. године, убивши 23 цивила у италијанском сеоцету Бов.
Дана, 27. јануара 1944. године добио је храстово лишће за Витешки крст. За време Арденске офанзиве Пајпер се налазио на челу борбене групе (Kampfgruppe) која је код Малмедија стрељала америчке војне заробљенике, укупно њих 71. Пајпер је успео 24. децембра 1944. године да се извуче из окружења код Ла Геза. Спасило се укупно 800 војника који су у авантуристичком стилу извели 33-часовни марш кроз предео пун брда и шума, а штавише на неколико места морали су и да пливају преко ледених река. За показану храброст у Арденској операцији, 11. јануара 1945. године Пајпер је одликован мачевима за Витешки крст.
Почетком маја 1945. године Јоахим Пајпер се предао америчкој војсци.

## После рата
На процесу у Дахауу цела борбена група Пајпера, проглашена је кривом за убијање америчких војних заробљеника. Пајпер је предложио да преузме целу одговорност а да његове људе пусте на слободу, но предлог није био усвојен. Већи део групе осуђен је на доживитну робију а остали међу којима и Пајпер добили су смртну пресуду.
Пајпер је провео у затвору од 1946. до 1951. године чекајући да буде обешен, међутим казна је ублажена новом пресудом на доживотну робију. Током 1956. године је помилован и започиње рад код Поршеа у Западној Немачкој. У Италији је против њега 1968. године подигнута оптужница. Овог пута у питању су били убијени људи у сеоцету Бов, но пуштен је на слободу у недостатку доказа. Преселио се са женом и децом у Трав, Француска. Дана 13. јула 1976. године његова кућа је запаљена. Након гашења ватре у кући је пронађено обгорело тело Пајпера са раном од метка у грудима, а детаљном претрагом и револвер из ког је пуцано на њега. Починиоци атентата никад нису пронађени. Пајпер је пред смрт управо почео да пише књигу о Малмедију и догађајима који су уследили.
Међу неонацистима најчешће кружи прича да су Пајпера убили Француски комунисти. Неонацисти су и изборили помиловање за Пајпера 1956. године, наводећи као „доказ“ да се стрељање грађана и војних заробљеника никад није ни десило, међутим историја је забележила да су ипак извршена стрељања под командом Пајпера.